# Racconti perduti
Racconti perduti, pubblicato dal 2022 col titolo Il libro dei racconti perduti - Seconda parte, è un'antologia di racconti fantasy di J. R. R. Tolkien ambientati nella Terra di Mezzo, pubblicati dal figlio Christopher Tolkien nel 1984; costituiscono la prosecuzione dei Racconti ritrovati. Nell'edizione originale inglese della Storia della Terra di Mezzo i due volumi sono entrambi chiamati col nome di The Book of Lost Tales, suddiviso in parte 1 e parte 2.

## Contenuto
Come i Racconti ritrovati, i Racconti perduti raccolgono i testi che costituirono il punto di partenza per il complesso sistema di miti contenuto nel Silmarillion. I Racconti perduti sono costituiti da sei brani:
1. Il racconto di Tinùviel (narra dell'incontro di Beren e Lúthien e la loro ricerca del Silmaril)
2. Turambar e il Foalòke (la storia di Túrin Turambar)
3. La caduta di Gondolin (racconta dell'ultima resistenza della città elfica contro gli eserciti di Morgoth e la sua successiva caduta)
4. La Nauglafring (la storia della creazione della Collana dei Nani, che conteneva il Silmaril)
5. Il racconto di Eärendel (tale racconto non fu mai scritto e ne vengono presentati solo alcuni appunti con ipotesi sulla trama)
6. La storia di Eriol e Ælfwine e la conclusione dei racconti (di questo racconto finale sono presenti solo abbozzi incompleti)